# پژوهشنامه ایران باستان
پژوهشنامه ایران باستان مجله دانشگاهی است که در مورد تاریخ ایران باستان منتشر می‌شود.

## زمینه
این مجله را شاهین آریامنش باستان‌شناس ایرانی و عضو هیئت علمی پژوهشگاه علوم انسانی و مطالعات فرهنگی در سال 2022 بنیان نهاد. مقالات منتشره به زبان انگلیسی و فارسی است. به گزارش وبگاه رسمی Ancient Iranian Studies، این مجله به بررسی فرهنگ و تمدن ایران پیش از اسلام به معنی وسیع آن می‌پردازد. پژوهشنامه ایران باستان در زمینه مطالعات ایرانی همچون باستان‌شناسی، تاریخ باستان، زبان‌شناسی، دین، کتیبه، سکه‌شناسی و تاریخ هنر ایران باستان و همچنین دربارۀ تبادلات فرهنگی و روابط ایران و همسایگانش منتشر می‌شود. این مجله توسط گروه پژوهشی باستان‌کاوی تیسافرن منتشر شده است.
Ancient Iranian Studies یک مجله با دسترسی آزاد است که در 28 دسامبر 2023 در اسکوپوس نمایه شده است.
شاهین آریامنش سردبیر Ancient Iranian Studies در مراسم تجلیل از سردبیران و مدیران مسئول نشریات علمی نمایه شده در پایگاه‌های معتبر بین‌المللی که در دانشگاه‌ شهید بهشتی برگزار شد، قدردانی شد.
مجلۀ Ancient Iranian Studies در سال ۲۰۲۵ در آخرین رتبه‌بندی سایمگو (Scimago) رتبه Q2 را به دست آورد.

## ساختار مجله

### مدیر مسئول:
شاهین آریامنش پژوهشگاه علوم انسانی و مطالعات فرهنگی - ایران

### سردبیر:
شاهین آریامنش پژوهشگاه علوم انسانی و مطالعات فرهنگی - ایران

### جانشین سردبیر:
هوشنگ رستمی گروه پژوهشی باستان‌کاوی تیسافرن - ایران

## اعضای هیئت تحریریه
1. ژاله آموزگار - دانشگاه تهران - ایران
2. سمرا آذرنوش - فرانسه پاریس - فرانسه
3. حسن کریمیان- دانشگاه تهران - ایران
4. مریم دارا - پژوهشگاه میراث فرهنگی و گردشگری - ایران
5. حبیب برجیان - راتگرز، دانشگاه ایالتی نیوجرسی - آمریکا
6. الهه پنجه‌باشی - دانشگاه الزهرا - ایران
7. جاکومو تابیتا  - دانشگاه تورین - ایتالیا
8. سامان حیدری گوران - مؤسسۀ باستان‌شناسی پیش از تاریخ، دانشگاه کلن - آلمان
9. واختانگ لیچلی - تفلیس - گرجستان
10. علیرضا هژبری نوبری - دانشگاه تربیت مدرس - ایران
11. رضا رضالو - دانشگاه محقق اردبیلی - ایران
12. بهمن فیروزمندی دانشگاه تهران - ایران
13. الهام قصیدیان -  موزۀ نئاندرتال - آلمان
14. هنری کولبرن - کوپر یونیون برای پیشرفت علم و هنر - آمریکا
15. امید طبیب‌زاده - پژوهشگاه علوم انسانی و مطالعات فرهنگی - ایران
16. آرکادیوش سولتیشیاک - دانشگاه ورشو - لهستان
17. سیروس نصراله‌زاده - پژوهشگاه علوم انسانی و مطالعات فرهنگی - ایران
18. نیما نظافتی - موزه تحقیقات لایب نیتس - آلمان
19. بهزاد مفیدی نصرآبادی - دانشگاه ماینز آلمان، باستان‌شناسی شرق نزدیک - زبان‌شناسی شرق باستان - آلمان
20. محمدتقی عطایی - مونیخ - آلمان